# Monumento a re Umberto I
Il monumento a Re Umberto I si trova a Desio, in piazza Martiri di Fossoli.
Questa piazza, prima della seconda guerra mondiale, era intitolata a Tommaso Tittoni, ma da sempre è comunemente detta piazza "castell" in memoria dell'antica presenza del castello di Bernabò Visconti.
Era una piazza di natura privata alle dipendenze delle proprietà della villa Klinkman, ma soggetta al pubblico passaggio. Nell'ottobre del 1924 la famiglia Klinkman decise di cederla definitivamente al Comune sistemando l'area a giardino ed erigendo a loro spese anche il monumento. 
Un semplice cippo in pietra di Sarnico e granito bianco, racchiudente il bassorilievo bronzeo raffigurante Umberto,con due ali lateriali fa da quinta alla vasca della fontana.
Il bassorilievo è opera della fonderia artistica Paolo Scanziani di Affori in Milano. Il monumento fu inaugurato l'8 agosto 1926.